# Jernbanetorget

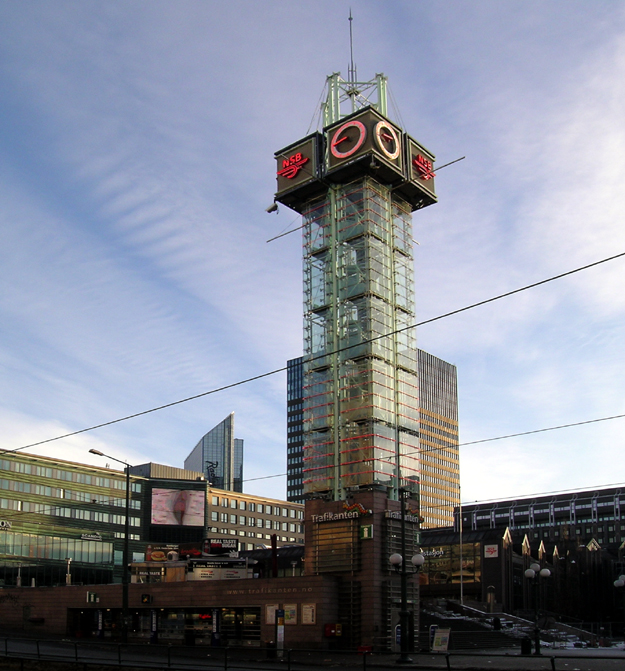
Trafikanten på Jernbanetorget.

Jernbanetorget är ett torg i centrum av Oslo, Norge. Torget har i många år varit knutpunkt för resande i Oslo. Torget har fått sitt namn från järnvägsstationen (jernbanestasjonen) Østbanestasjonen som nu har ersatts av Oslo Sentralstasjon.
Under torget ligger tunnelbanestationen Jernbanetorget stasjon som en gång var ändhållplats för Oslos tunnelbana.
Torget återöppnades den 26 april 2009 efter två års ombyggnad.

## Byggnader med adress Jernbanetorget
- Nr 1: Oslo Sentralstasjon, Østbanehallen och Trafikanten.
- Nr 2: Byggnaden som tidigare innehöll Den Norske Amerikalinje.
- Nr 4: Jernbanetorget apotek.
- Nr 5 och 6: Byporten.